# Chlorochlamys chloroleucaria
Chlorochlamys chloroleucaria är en fjärilsart som beskrevs av Gu 1857. Chlorochlamys chloroleucaria ingår i släktet Chlorochlamys och familjen mätare. Inga underarter finns listade i Catalogue of Life.

## Bildgalleri

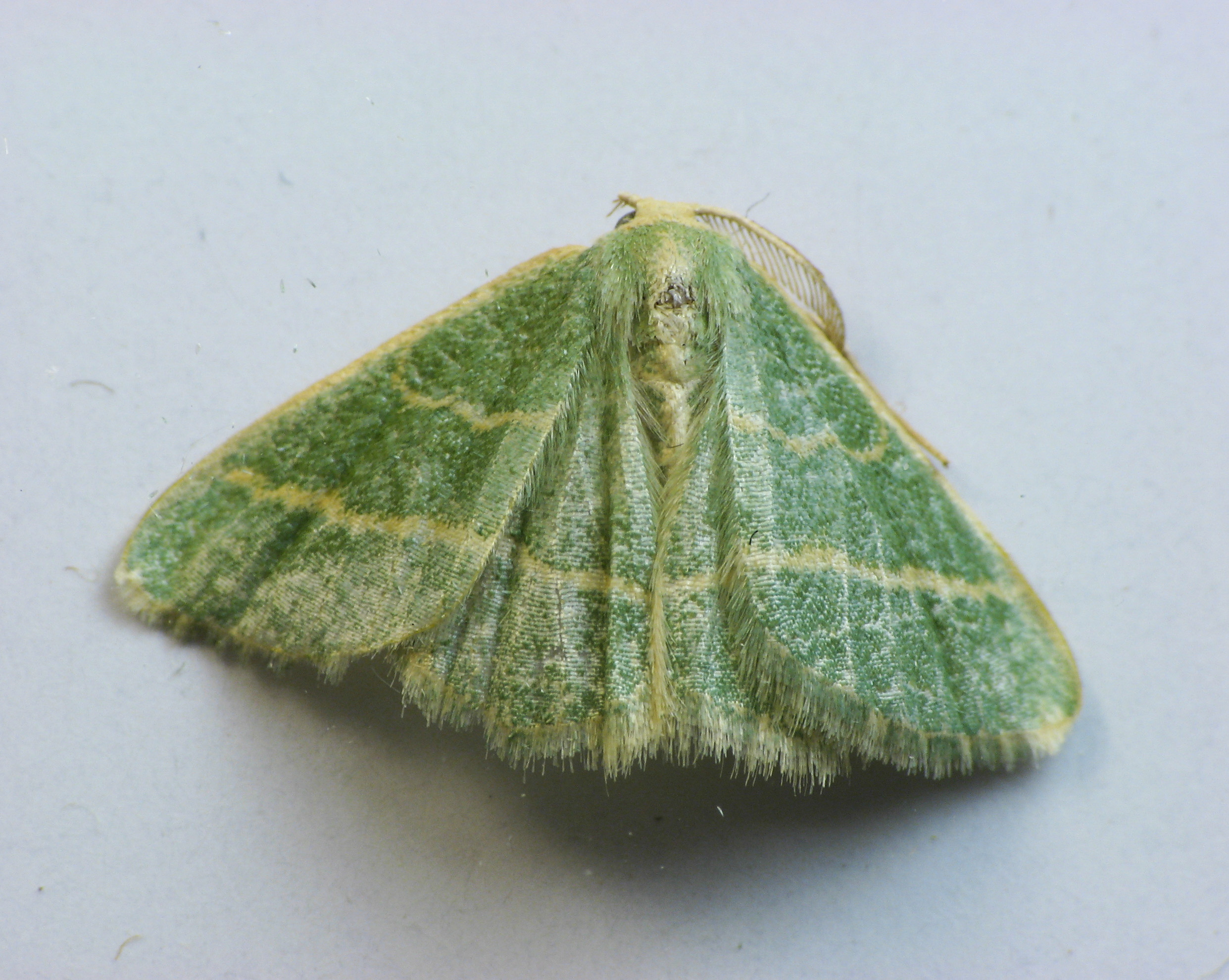